# Carrer Sant Francesc (Vilassar de Mar)
El Carrer Sant Francesc és una obra del municipi de Vilassar de Mar (Maresme) que conté diversos edificis inclosos en l'Inventari del Patrimoni Arquitectònic de Catalunya.

## Cases de pescadors
Les Cases de pescadors o Cases del carrer Sant Francesc són dues cases situades als números 26 i 28 d'un carrer cèntric, a prop del mar i orientades d'esquena a aquest que formen part conjuntament de l'Inventari del Patrimoni Arquitectònic de Catalunya. S'anomenen, per les seves característiques, casa de pescadors o mediterrània. Són cases petites i senzilles que antigament eren utilitzades com a refugi temporal de pescadors. Són de planta baixa i un pis amb escala exterior i portes d'entrada independents a cada planta. La planta baixa té un portal ample i s'utilitza com a garatge o magatzem. Al primer pis hi ha l'habitatge amb la cuina i els dormitoris. La coberta és de teula amb vessants d'aigües cap a les dues façanes. A la part posterior hi ha una eixida a la que s'accedeix per la planta baixa. Els murs són de tàpia, arrebossats i pintats de blanc. Actualment són residència permanent.
La casa de pescadors o mediterrània és l'últim vestigi de casa refugi de la costa catalana. Eren utilitzades, en principi, com a refugi pels habitants de Vilassar de Dalt quan baixaven a la costa. La planta baixa servia per guardar la barca i les eines de pesca i el pis com a habitatge durant el temps de pesca. En un mapa de 1720 de Josep Aparici figura el Veïnat de Mar o "Casas de Mar".

## Número 15

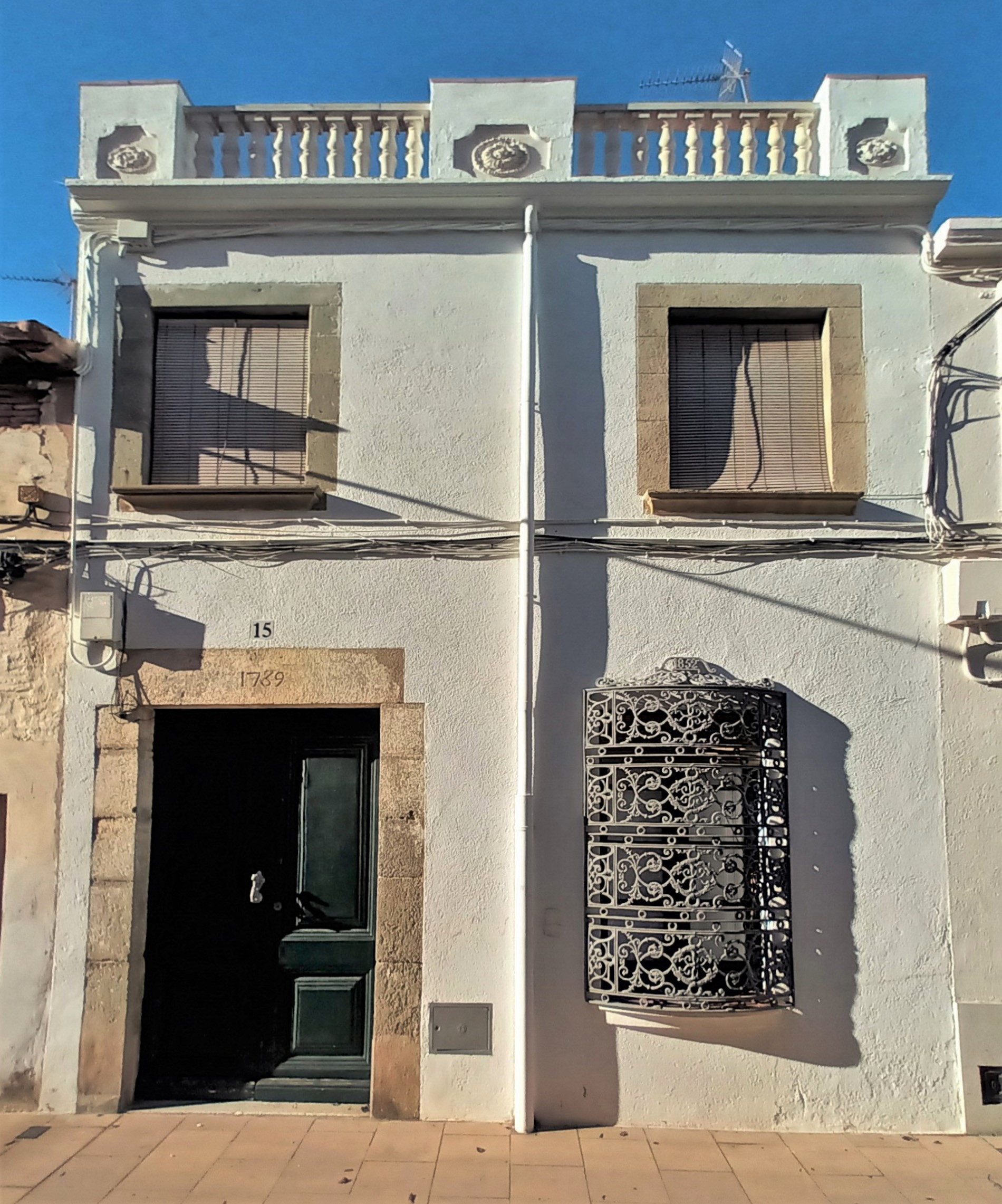
Habitatge al número 15 del carrer Sant Francesc

L'habitatge del número 15 del carrer Sant Francesc és una obra inclosa en l'Inventari del Patrimoni Arquitectònic de Catalunya. Hi ha una reixa de ferro que tanca la finestra de la planta baixa. Es caracteritza per la gran profusió de peces de ferro encreuades, reganyols i altres elements purament ornamentals. Pràcticament no hi ha línies rectes exceptuant les que formen l'estructura del reixat. Vista des de l'exterior, es constata la forma convexa, seguint la forma de l'ampit de la finestra.
La reixa queda coronada per una garlanda i la data de realització és 1852.